# Henri Raynal
Henri Raynal es un escritor, poeta y crítico de arte francés nacido en 1929. Su única obra disponible es español es A los pies de Omphalos, que narra el proceso de sumisión sexual de un hombre por parte de su criada.